# Anoplodactylus crassus
Anoplodactylus crassus is een zeespin uit de familie Phoxichilidiidae. De soort behoort tot het geslacht Anoplodactylus. Anoplodactylus crassus werd in 1988 voor het eerst wetenschappelijk beschreven door Nakamura & Child. 